# TinyMCE
A TinyMCE egy platformfüggetlen és nyílt forráskódú web-alapú JavaScript/HTML WYSIWYG (ALAKHŰ) szerkesztő, melyet a Moxiecode fejleszt LGPL licenc alatt. A TinyMCE lehetővé teszi a HTML tartalmak felhasználóbarát szerkesztését. Fejlesztésekor különösen ügyeltek arra, hogy könnyen integrálható legyen különböző tartalomkezelő rendszerekbe. Az új 4-es verzió a WYSIWYG szerkesztők közül elsőként füles elrendezést használ.

## Működése és használata
A TinyMCE a textarea HTML címkék által meghatározott szövegmezőt alakítja át egy WYSIWYG (ALAKHŰ), vagyis Azt Látod, Amit Kapsz, HŰen szerkesztővé, így megkönnyítve a beviteli formázását. Lehetőség nyílik - egy szövegszerkesztőhöz hasonlóan - különböző formázások alkalmazására, mint például félkövér, dőlt, aláhúzott szövegformázásra, számozott és számozatlan listák megadására, igazítások elvégzésére, hivatkozások, képek beszúrására, stb.

## Böngésző kompatibilitás
A TinyMCE kompatibilis a legtöbb ma elterjedt és használatban lévő böngészővel, beleértve az Internet Explorert, Mozilla Firefoxot, Operát, Google Chrome-ot, Safarit függetlenül a használt operációs rendszertől. Inkompatibilitás csak elavult verziószám esetén léphet fel. A TinyMCE 2.0.8 óta az Internet Explorer 5-ös verziója már nem támogatott.
| Böngésző      | Windows XP | Mac OS X | GNU/Linux |
| ------------- | ---------- | -------- | --------- |
| IE 9          | OK         | N/A      | N/A       |
| IE 8          | OK         | N/A      | N/A       |
| IE 7          | OK         | N/A      | N/A       |
| IE 6          | OK         | N/A      | N/A       |
| Firefox 2.x   | OK         | OK       | OK*       |
| Firefox 3.x   | OK         | OK       | OK        |
| Firefox 4.x   | OK         | OK       | OK        |
| Chrome        | OK         | OK       | OK        |
| Safari 3.x    | OK         | OK       | N/A       |
| Safari 4.x    | OK         | OK       | N/A       |
| Safari 5.x    | OK         | OK       | N/A       |
| Opera         | OK         | OK       | OK        |
| Konqueror     | N/A        | N/A      | Nem       |
| KonquerorKDE4 | N/A        | N/A      | OK*       |

[*]Egyes funkciók nem működnek

## Biztonság
A TinyMCE önmaga nem lehet nem biztonságos, mivel a szerkesztő csak JavaScript és HTML kódot tartalmaz, ami csak felhasználó a böngészőjében fut. Ez azonban nem jelenti azt, hogy minden körülmények között biztonságos, ugyanis ez a mögötte lévő feldolgozó kódtól is függ.

## Nyelvi támogatás
A nyelvi fájlok szabadon szerkeszthetőek, és folyamatosan bővíthetőek bárki által. Jelenleg közel 80 nyelvi csomag érhető el, melyek között találhatóak teljes, illetve csak részfordításokat tartalmazóak is.
- TinyMCE 4.x.x verzió 42 különböző nyelven elérhető.
- TinyMCE 3.x.x verzió 46 különböző nyelven elérhető.
- TinyMCE 2.x.x verzió 44 különböző nyelven elérhető.

## Testreszabás és megjelenési felületek
A TinyMCE teljesen testre szabható, mind a megjelenített tartalmat, mind a megjelenítés stílusát illetően. Előre definiált gombkészletekből választhatunk, de egyenként is szabályozhatók az egyes gombok megjelenése és sorrendje is. A TinyMCE alapcsomagja két felhasználó felülettel érkezik, melyek az alapértelmezett (default) és az o2k7 sablon, mely utóbbi a Microsoft Office 2007 megjelenési felületére hasonlít.

## Alkalmazásprogramozási felület
A TinyMCE 3-as verziójától kezdve már fejlett alkalmazásprogramozási felület is tartalmaz, így könnyítve meg a tetszőleges integrálást és a webfejlesztők munkáját.

## Kiegészítések
A TinyMCE-hez elérhető számos kiegészítés, melyeket már a telepítőcsomag eleve tartalmaz is. A fejlesztők célja az volt, hogy kizárólag kliens oldali alkalmazásként adják ki a TinyMCE-t, így nem tartalmaz natív fájlkezelőt és különböző szerveroldali technológiákat. Ezek megvalósítására számos nyílt és zárt forráskódú megoldás létezik, többek között a Moxiecode is kínál kép- és fájlkezelőt is.

## Tömörítés
A TinyMCE tartalmaz opcionálisan használható tömörítő csomagot, hogy ezzel is csökkentse a letöltött kód adatmennyiségét és a letöltési idejét. A tömörítőcsomag elérhető számos szerveroldali nyelven, pl.: PHP, ASPX, JSP, CFM, stb.

## Legelterjedtebb felhasználások
A TinyMCE számos tartalomkezelő és egyéb rendszerben elterjedt, mint például:  Joomla!, Drupal, WordPress, eZ Publish, e107, ePages stb.